# Alžběta Františka Hesensko-Homburská
Alžběta Františka Hesensko-Homburská (6. ledna 1681, Bad Homburg von der Höhe – 12. listopadu 1707, Siegen) byla hesensko-homburská lankraběnka a později sňatkem nasavsko-siegenská kněžna.

## Život
Narodila se ve městě Bad Homburg vor der Höhe jako osmé dítě hesensko-homburského lankraběte Fridricha II. a jeho manželky Luisy Alžběty Kuronské. Den po svých jednadvacátých narozeninách se provdala za o rok staršího knížete Fridricha Viléma Adolfa Nasavsko-Siegenského (1680–1722). V rychlém sledu svému muži porodila pět dětí, dospělosti se dožila pouze nejstarší dcera a jediný syn.
- 1. Šarlota Frederika (30. 11. 1702 Siegen – 22. 7. 1785 Stadthagen)[2]
I. ⚭ 1725 Leopold Anhaltsko-Köthenský (29. 11. 1694 Köthen – 19. 11. 1728 tamtéž), kníže anhaltsko-köthenský od roku 1704 až do své smrti[3]
II. ⚭ 1730 Albrecht Wolfgang ze Schaumburg-Lippe (27. 4. 1699 Bückeburg – 24. 9. 1748 tamtéž), hrabě ze Schaumburg-Lippe od roku 1728 až do své smrti[4]
- 2. Žofie Marie (28. 1. 1704 Siegen – 28. 8. 1704 tamtéž)[5]
- 3. Sibyla Jindřiška (21. 9. 1705 Siegen – 5. 9. 1712 tamtéž)[6][7]
- 4. Fridrich Vilém II. (11. 11. 1706 Siegen – 2. 3. 1734 tamtéž), kníže nasavsko-siegenský od roku 1722 až do své smrti[8]
⚭ 1728 hraběnka Žofie Polyxena ze Sayn-Wittgenstein-Hohensteinu (28. 5. 1709 Berlín – 15. 12. 1781 Siegen)[9]
- 5. Žofie Alžběta (7. 11. 1707 Siegen – 5. 10. 1708 tamtéž)[10]

Kněžna Alžběta Františka zemřela v Siegenu pět dní po porodu nejmladší dcery ve věku 26 let. Kníže Fridrich se po její smrti znovu oženil v roce 1708 s kuronskou vévodkyní Amálií Luisou Kettlerovou (1687–1750), která mu porodila dalších osm dětí.